# Барлино (Бергамо)
Барлино је насеље у Италији у округу Бергамо, региону Ломбардија.
Према процени из 2011. у насељу је живело 108 становника. Насеље се налази на надморској висини од 405 м.